# Franz & Wach
Die Franz & Wach Personalservice GmbH  ist ein Personaldienstleistungsunternehmen mit Sitz in Crailsheim und aktuell 24 Niederlassungen deutschlandweit. 

## Geschichte
Das Unternehmen wurde im Jahr 1996 von Jürgen Franz und Gerhard Wach gegründet. 1998 trennten sich die beiden Gründer. Beide behielten den etablierten Markennamen separat bei. Gerhard Wach eröffnete darauffolgend 1998 und 1999 Niederlassungen in Crailsheim, Schwäbisch Hall und Öhringen.
2017 wurde das Unternehmen auf der Lünendonk-Liste der 25 größten Zeitarbeitsunternehmen Deutschlands erwähnt.

## Dienstleistungen
Franz & Wach bieten klassische Zeitarbeit und Personalvermittlung an, außerdem das On-Site-Management, Master Vendoring sowie Outsourcing. Dabei werden unter anderem die Branchenschwerpunkte Industrie, Gesundheitswesen, Logistik sowie Hotel- und Gastgewerbe bedient.

## Unternehmen
Franz & Wach ist zugelassener Träger nach dem Recht der Arbeitsförderung. Das Unternehmen betreibt Standorte in:
- Bad Mergentheim
- Crailsheim (+ On-Site)
- Heilbronn
- Künzelsau
- Mannheim
- Schwäbisch Gmünd (On-Site)
- Schwäbisch Hall
- Ulm
- Walldürn (On-Site)
- Ansbach
- Feuchtwangen
- Marktheidenfeld
- München
- Nürnberg
- Penzberg
- Berlin
- Bremen
- Duisburg
- Erfurt[4]

Franz & Wach ist Mitglied im Bundesarbeitgeberverband der Personaldienstleister e.V. Daraus ergibt sich die Tarifbindung für das Unternehmen. 

## Auszeichnungen
2013 wurde das Unternehmen durch die German Graduate School of Management and Law im Rahmen eines Forschungsprojektes für Interkulturelle Offenheit auditiert und zertifiziert.
2018 wurde das Unternehmen durch die Lünendonk & Hossenfelder GmbH mit dem B2B Service Award in der Kategorie „Innovation“ ausgezeichnet. Begründet wurde die Auszeichnung mit dem „auf Vertrauen und Empowerment basierenden Führungskonzept“ des Personaldienstleisters.